# Theodor Herzl
Theodor Herzl (maďarsky: Herzl Tivadar, srbsky: Теодор Херцл, rodným jménem Binjamin Ze'ev Herzl, hebrejsky: בִּנְיָמִין זֶאֶב הֵרצְל, též známý jako חוֹזֶה הַמְדִינָה, Choze ha-Medina, doslova „vizionář státu“; 2. května 1860 – 3. července 1904) byl rakousko-uherský židovský novinář, nejvýznamnější představitel sionismu a „duchovní otec“ Státu Izrael.

## Život
Narodil se do zámožné budapešťské makléřské rodiny, kterou však v roce 1873 postihl burzovní krach. Vystudoval práva ve Vídni a oženil se s dcerou ropného magnáta, což mu umožnilo, aby se dále věnoval své novinářské činnosti, zejména psaní fejetonů, které ho proslavily. Nejdříve působil od roku 1885 jako redaktor v deníku Wiener Allgemeine Zeitung, později se přesunul do liberálního rakouského deníku Neue Freie Presse. Jako novinář se dostal (jako dopisovatel) roku 1894 do Paříže, kde probíhala Dreyfusova aféra. Do této doby spatřoval Theodor Herzl řešení problémů a útoků na Židy v důsledné asimilaci a z jeho představ se zrodil například plán dohody s papežem, který by hlásal kampaň proti antisemitismu, a za oplátku by Židé dobrovolně konvertovali ke křesťanství. Skutečnost, že se ve Francii, kterou sám měl za vzor kosmopolitismu, rozpoutala tak enormní antisemitská kampaň coby vedlejší produkt vykonstruované Dreyfusovy aféry, jej zděsila a šokovala. V okamžiku, kdy byly Dreyfusovi strhávány důstojnické výložky a byla provolávána smrt Židům, si Herzl poznamenal do svého deníku: „Tento moment byl pro mne prozřením.“ O půl roku později dokončil bibli sionismu, knihu Židovský stát (Der Judenstaat). Ta se ještě za jeho života dočkala vydání v osmdesáti cizích jazycích.

### Židovský stát (Der Judenstaat)

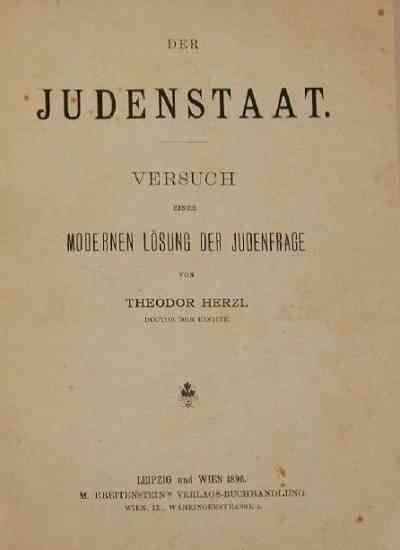
Židovský stát (Der Judenstaat)

Theodor Herzl vyjádřil ve své knize přesvědčení, že problémy Židů nesouvisí s jejich individuálními problémy, tj. postoji či konkrétními jednání, ale s problémy národními. Domníval se, že rozdíl mezi Židy a ostatními národy spočívá také v neexistenci vlastního státu. Z tohoto přesvědčení vyšel s teorií, že poté, co bude vytvořen židovský stát a Židé tak přestanou být výjimkou, budou okolním světem přijatí.
Přijetí jeho knihy však nebylo moc vlídné. Vlivní Židé ji odmítli, stejně tak ortodoxní i reformovaní Židé. Mezi zastánce Herzlových myšlenek však patřili zejména východoevropští Židé, kteří neměli možnost emancipace ani asimilace, jako Židé ze západní Evropy a tak pro ně bylo zřízení židovského státu jediným východiskem. Jelikož byli Židé, kteří podporovali jeho myšlenky převážně chudí, nazýval je Theodor Herzl svou „armádou žebráků.“ Ve své knize Herzl píše:
| „                               | Jsme národ, jeden národ. Všude jsme měli upřímnou snahu začlenit se do národních komunit, které nás obklopovaly, a udržet si pouze víru otců. To nám však není dovoleno. Marně usilujeme úspěchy v umění a vědě dosáhnout větší slávu pro naše vlasti a přispět k jejich bohatství účastí na obchodu. Je námi opovrhováno jako nějakými vetřelci. Kdyby nás jen nechali na pokoji… nezdá se mi však, že to mají v úmyslu. …Svět potřebuje židovský stát, a proto vznikne. | “ |
| — Theodor Herzl, Der Judenstaat | |   |

Ve své knize přednesl velkorysé a ve své době neuvěřitelně revoluční myšlenky. Své dílo navíc neustále revidoval a vylepšoval. Mezi jeho plány patřilo vytvoření aristokratického řízení státu po vzoru Benátek, v čele státu měl pak jako první volený dóže stanout člen rodu Rothschildů a baron Maurice de Hirsch se měl stát viceprezidentem. V nově vzniklém židovském státě měly být podle jeho představ mezinárodní divadla, koncertní kavárny, třídy typu Avenue des Champs-Élysées a také luxusní náměstí po vzoru Piazza San Marco. Ve svém propracovaném plánu navrhl i korunovační obřad. Mimo jiné také prosazoval zavedení všeobecného rovného volebního práva a štědrý systém sociálního zabezpečení.

### Rodina

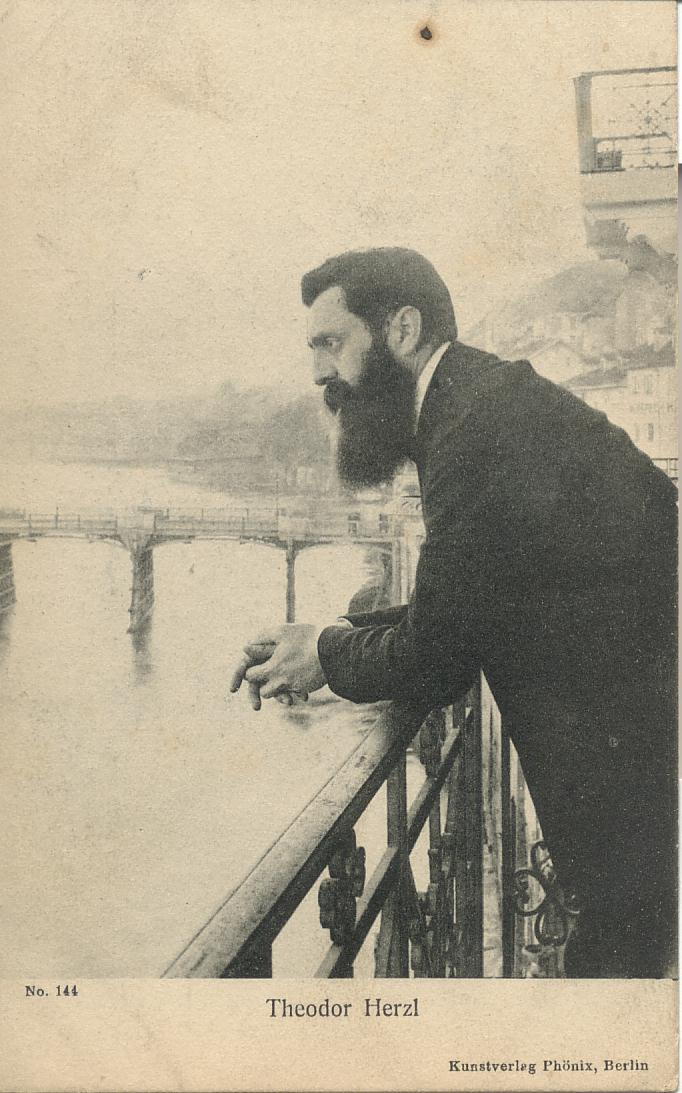
Efrajim Moses Lilien: Theodor Herzl v Basileji, 1901, fotografie reprodukovaná jako pohlednice. Lilien často Herzla využíval jako model, protože jeho rysy považoval za dokonalou reprezentaci „nového Žida“.

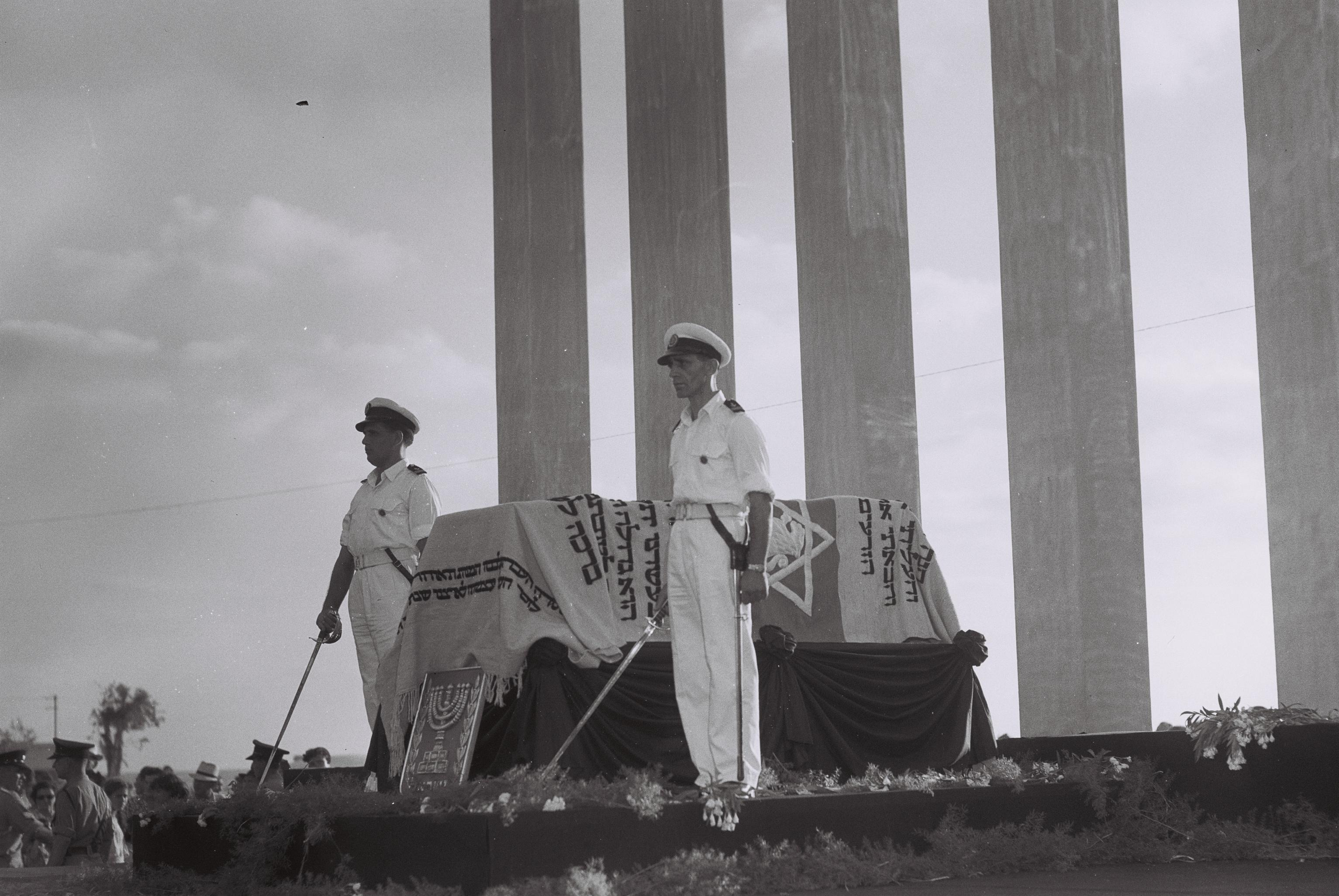
Čestná stráž před Herzlovou rakví v Jeruzalémě

Rodina Theodora Herzla vymřela brzy po jeho smrti. Herzlova manželka, která trpěla psychickou labilitou, zemřela tři roky po jeho smrti. Jejich dcera Pauline (1890–1930) zemřela na předávkování opiáty, syn Hans (1891–1930), kterého léčil Sigmund Freud, se nedlouho poté zastřelil. Nejmladší z jejich potomků, dcera Margarethe (1893–1943), zahynula i s manželem v Terezíně a vnuk Stephan spáchal v roce 1946 sebevraždu.

### Smrt a pohřeb
Theodor Herzl se nedočkal odmítnutí plánu vytvořit židovskou národní domovinu v Ugandě. Umírá z přepracování na selhání srdce ve věku 44 let v Edlachu, v Dolním Rakousku. Uskutečnění svých vizí se nedočkal. Ve své závěti si vymínil co nejlevnější pohřeb bez řečníků a květin a doplnil: „Přeji si být pohřben v hrobce vedle svého otce a ležet tam, dokud mé ostatky nepřenese židovský národ do Palestiny.“ V roce 1949 byly jeho ostatky přeneseny z Vídně do Jeruzaléma, kde byly pohřbeny na Herzlově hoře (pojmenovaná na jeho počest).

## Sionistický kongres
První sionistický kongres svolal Theodor Herzl do švýcarské Basileje na 29. srpna 1897. Probíhal celkem tři dny a Theodor Herzl jej financoval z finančních prostředků své manželky, která se od něj poté po čase odstěhovala. Výsledkem tohoto kongresu bylo mimo jiné i založení Světové sionistické organizace. Byly založeny finanční instituce jako např. Židovský národní fond, který za peníze ze sbírek vykupoval půdu v Palestině.
Dne 3. září 1897 si zapsal do svého deníku: „Shrnu-li kongres jedním slovem, založil jsem v Basileji židovský stát. Kdybych to dnes řekl nahlas, všichni by se mi vysmáli. Snad za pět let, každopádně za padesát, to ale každý pochopí.“ Přesně o padesát let později, roku 1947, rozhodlo Valné shromáždění OSN o založení židovského státu v Palestině – Izraele.
Do své smrti v roce 1904 předsedal celkem šesti sionistickým kongresům. Do začátku druhé světové války se jich pak konalo ještě patnáct. Tři z nich se konaly v Československu, dva v Karlových Varech (1921 a 1923) a jeden v Praze (1933).

## Politika
Theodor Herzl se domníval, že otázku vzniku židovského státu je nezbytně nutné konzultovat a řešit společně s evropskými mocnostmi. Ne vždy trval na vytvoření židovského státu na území Palestiny. Za teoreticky přijatelná místa považoval neobydlené části Argentiny, Kypru či Ugandy. Myšlenka návratu Židů na Sijón však nakonec převládla.
Jako politický vyjednavač působil Theodor Herzl pragmaticky, vizionářsky a také působil aristokratickým dojmem. Nosil bezvadně padnoucí redingot, bílé rukavičky a pečlivě vykartáčovaný cylindr. Věděl, že aby prosadil svou myšlenku v období, kdy bylo tisíce nepříjemných mezinárodních problémů, bude třeba aktivně se zapojit do vysoké diplomacie. V tomto ohledu měl veliký úspěch a podařilo se mu dostat sionismus do světové politiky. O vzniku židovského státu jednal s nejdůležitějšími hlavami států, jako byli německý císař, britský premiér, ruský car, turecký sultán a s hlavou křesťanské římskokatolické církve Piem X. Při svých jednáních pragmaticky jednal i s antisemity, o kterých věděl, že jeho plán podpoří, protože se budou chtít zbavit židovské populace ve svém státě.